# Гойло Микита Сергійович
Микита Сергійович Гойло (рос. Никита Сергеевич Гойло, нар. 10 серпня 1998, Санкт-Петербург, Росія) — російський футболіст, воротар пітерського «Зеніта».
На правах оренди грає в клубі «Сочі».

## Ігрова кар'єра

### Клубна
Микита Гойло є вихованцем пітерського футболу. З 2016 року він виступав з молодіжну команду «Зеніта», з якою вигравав першість країни (U-18). З 2018 року воротар був внесений в заявку першої команди і продовжив виступи у дублі «Зеніт-2» у турнірі ФНЛ.
Згодом, не маючи можливості пробитися до основи «Зеніта», Гойло мусив відправитися в оренду. Перед початком сезону 2020/21 він був орендований клубом Першої ліги «Акрон» з Тольятті.
У лютому 2022 року Гойло відправився в оренду до клубу «Парі Нижній Новгород» і 2 травня воротар дебютував у матчах Прем'єр-ліги. І став сьомим воротарем, який відбив пенальті в своєму першому матчі в рамках РПЛ. Влітку 2023 року Гойло повернувся до «Зеніта», з яким став переможцем Суперкубка Росії. Та вже наприкінці липня 2023 року воротар відправився в чергову оренду. Цього разу до клубу РПЛ «Сочі».

### Збірна
Микита Гойло провів чотири матчі в юнацьких збірних Росії. У 2016 році став переможцем юнацького турніру в Португалії.

## Титули
Зеніт
 Переможець Суперкубка Росії: 2023